# 克里斯·桑德斯-格里菲思
克里斯·桑德斯-格里菲思（英語：Chris Saunders-Griffiths，1929年1月10日—2001年7月12日），英国前男子曲棍球运动员。他曾代表英国国家队参加1960年夏季奥林匹克运动会曲棍球比赛，结果队伍获得第四名。